# Sibabat
Sibabat is een bestuurslaag in het regentschap Indragiri Hulu van de provincie Riau, Indonesië. Sibabat telt 2577 inwoners (volkstelling 2010).